# 상투
상투는 성인 남자가 머리털을 끌어올려서 정수리 위에 틀어 감아 삐죽하게 올려 맨 것이다. 대개 망건을 쓰고 동곳을 꽂아 맨다. 조선시대 26대 고종32(1895년) 11월에 단발령이 내려 상투를 깎게 되었다. 상투를 트는 풍속은 21세기 현재에도 일부 지키는 사람들이 남아 있다.

## 역사
상투는 어릴 때에는 댕기를 드리다가 장가를 가면 머리카락을 끌어 올려서 정수리 부분에서 감아 매던 머리형으로 중국의 《사기》(史記)에 위만(衛滿)이 고조선에 들어올 때 ‘추결(魋結)’을 하고 왔다는 기록과 《삼국지》(三國志) 위서(魏書) 동이전(東夷傳) 한조(韓條)에 ‘괴두노계(魁頭露紒)’, 즉 관모를 쓰지 않는 날상투를 하였다는 기록이 있다.
이로 미루어, 상투의 역사가 매우 오램을 알 수 있으며, 그 확실한 모습은 고구려의 고분벽화에서 볼 수 있다. 벽화에 나타나는 상투의 모양은 커다랗고 둥근 것, 작고 둥근 것, 쌍상투［雙髻］가 있는데, 큰 상투는 관모를 쓰지 않은 장사도(壯士圖)나 역사상(力士像)에 많고, 작은 상투는 관모를 쓰는 귀인층에서 볼 수 있다.
신라에 있어서도 경주 금령총(金鈴塚) 출토의 도기로 만들어진 기마인물에 상투가 잘 나타나고 있다. 백제에서는 아직 뚜렷한 자료가 발견되고 있지는 않지만, 삼국 공통의 풍습이었을 것으로 추정되고 있다. 고려시대는 《고려도경》에 “왕 이하 서민에 이르기까지 모두 관(冠)·건(巾)·복두(幞頭)를 썼다.”는 기록과 ‘속발(束髮)’의 기록이 보인다.
이들 관모는 모두 상투 위에 쓰기에 적합한 모양이며, 속발도 상투를 설명한 것으로 볼 수 있다. 1278년(충렬왕 4) 왕의 명에 의하여 모든 관료층에서는 정수리부분의 머리카락만 남기고 뒤통수에서 묶어 길게 땋아 내린 몽고식 개체변발을 하였다.
공민왕의 복구적인 중흥정책 이후에는 다시 상투를 하게 되었다는 기록이 있고 조선시대는 초상화나 풍속화를 통하여 계층을 막론하고 상투 튼 모습을 흔히 찾아 볼 수 있다.

## 한민족과 상투
기록에 따르면 연왕(燕王) 노관(盧綰)이 한(漢)나라에 반(叛)하다 실패하여 흉노로 도망하자 그 밑에 있던 위만은 무리 1,000여 명을 모아 동쪽으로 패수(浿水)를 건너 상하장(上下障)이라는 곳에 정착하였다 한다.
당시는 고조선의 마지막 왕인 준왕의 시대로, 위만은 요동태수(遼東太守)로부터 변방을 방어하는 외신(外臣)의 직함을 받았다. 그런데 차츰 그는 진번조선(眞番朝鮮)과 연(燕)·제(齊)의 유민들을 모아 왕 노릇을 하다가, 끝내는 준왕을 내몰고 왕검성(王儉城)에 도읍을 정하였다. 이 때가 중국 한나라 혜제(惠帝) 1년(서기전 194)이다.
한편 위만이 연에서 들어올 때 “상투를 틀고 조선 옷을 입었다(魋結蠻夷服)”고 묘사되어 있고, 또 국호를 그대로 조선이라 한 것으로 보아 위만은 조선인 계통의 자손으로 보인다.
하지만 위만이 북상투를 틀고 오랑캐 옷을 입은 채 망명한 것만으로 고조선계라고 보는 것은 근거가 부족하다. 망명 시 옷차림을 바꾸었다는 것 자체가 그전까지는 그런 머리와 옷차림을 하지 않았다는 반증이기도 하다. 또한 망명이라는 정치적 행위와 함께 머리와 복장을 바꾼 것은 망명지인 고조선의 문화와 풍습을 수용하여 호감을 사기 위해 행위였을 수 있다.
또한 위만은 중국어와 조선어에 능통하였고 주변 사정에 정통했으며, 주위의 진번 등을 복속시켜 영토의 확장을 꾀한 것으로 보아 상당히 유능한 무장이며 정치가였던 것으로 추정된다.
정확한 사망 시기는 알 수 없으나, 그의 가계는 이름이 밝혀지지 않은 아들을 거쳐 손자 우거(右渠)와 태자 장(長)에 이르게 되며, 손자 우거왕대인 서기전 109년 한무제(漢武帝)의 침공으로 서기전 108년 멸망하게 되었다.

## 사진

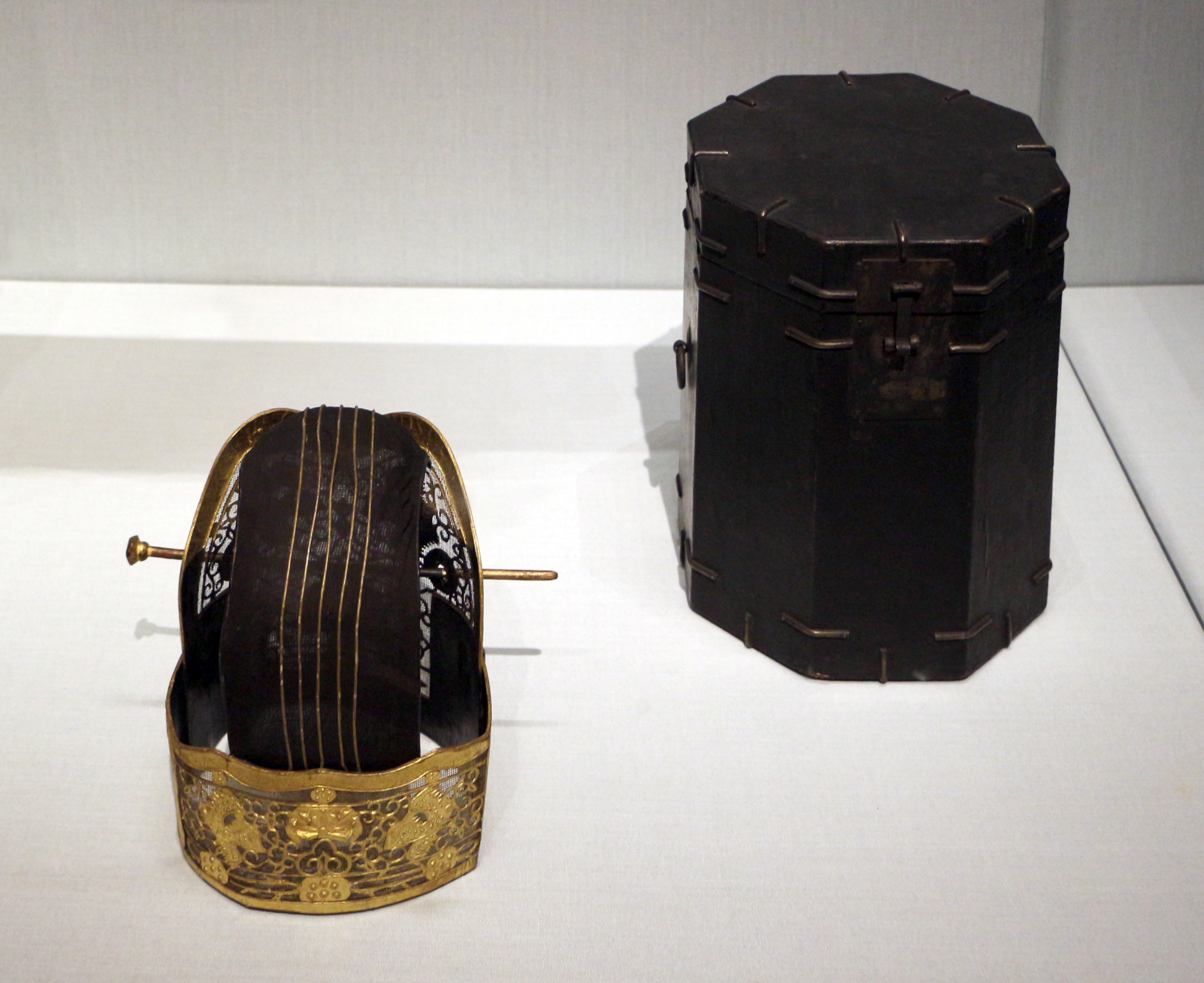
상투관

## 매는 형태
- 1. 긴 머리의 경우 전체머리를 두정부로 끌어올려서 잡고 시계 방향으로 위에서 아래로 틀어감아 고정시켰다.
- 2. 망건을 이마 위에 두르고 망건 당줄을 뒤에서 묶어주고 윗부분의 상투와 연결하여 고정시켜 망건이 흘러내리지 않도록 하였다.
- 3. 머리가 짧을 때는 만들어진 가발을 이용하기도 하였다.

## 같이 보기
- 단발령